# 432 피티아

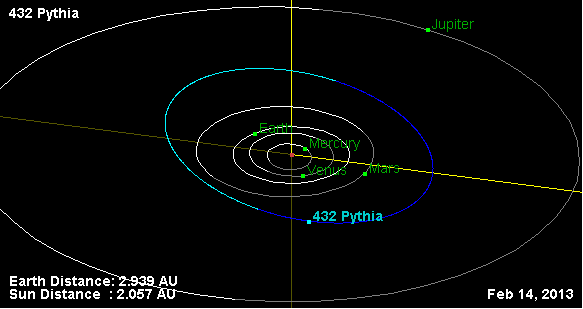
432 피티아의 궤도.

432 피티아(432 Pythia)는 소행성대의 소행성이다. 니스에서 발견되었으며 47km이다. 1897년 12월 18일에 발견됐고 임시 이름은 1897 DO였다. 오귀스트 샤를루아에게 발견되었다